# Норвезьке економічне диво
Норвезьке економі́чне ди́во — явище стрімкого росту норвезької економіки з початку 1970-х років. Інколи Норвегію називають Скандинавським тигром. Норвегія в рейтингу найбільш процвітаючих країн світу.

## Передумови
Основою процвітання норвезького народу як і будь-якого є їхні елементи ментальності: працьовитість, чесність, законослухняність, патріотизм тощо.

### Нафта і газ
На поч. XX ст. Норвегія була однією з найбідніших держав Європи. Але використовуючи свої природні ресурси вона сформувала надійний фундамент для промислового розвитку. На поч. XX ст. ВВП на одну особу був на третину менше, ніж середньоєвропейський.
Поштовхом і основною передумовою економічного зростання Норвегії стало знайдення в кін. 1969 р. компанією Phillips Petroleum на шельфі Північного моря гігантського родовища нафти та газу Екофіск (Ekofisk). Хоч в 1958 р. Норвезька Геологічна Служба (норв. Norges Geologiske Undersøkelse) не вірила в наявність запасів газу і нафти на норвезькому шельфі.
У 1971 р. почалася видобуток нафти з родовища «Екофіск» (поч. запаси нафти: 230 млн.т).
Родовище «Екофіск» володіло також значними запасами газу (60 млрд м³). З 1977 року газ почав транспортуватися по трубах до Німеччини.
В 70-80-рр. роках відкриті інші родовища нафти та газу: Statfjord, Gullfaks, Oseberg, Troll та багато інших Норвегія заявила себе в якості серйозної нафтової нації.
1972 — урядом Норвегії створена державна нафтова компанія Statoil. Принцип 50%-ної участі в кожній ліцензії на видобуток нафти.
В кін. 90-х рр. в країні було створено спеціалізований фонд (Державний пенсійний фонд — Глобальний), в який відраховуються доходи від експорту нафти. У 2017 р. розмір фонду досяг $ 1 трлн. Кошти фонду вкладаються в покупку державних облігацій розвинених країн, також на них купуються акції перспективних компаній.

## Економічна політика
- Антициклічна політика держави.
- Змішана економіка, тобто в ній вдало поєднуються вільний ринок і масштабне державне втручання (кожен 3-й зайнятий в державному секторі)
- Норма накопичення (відношення інвестицій до вартості ВВП) — 25-30 %.
- Жорстке регулювання банківської сфери.
- У Норвегії значні розміри позитивного сальдо торгового балансу і поточного платіжного балансу.
- Контроль над ключовими сферами економіки: паливний сектор, перш за все нафтовий, а також сільське та рибне господарства.
- Держава не практикує субсидування певних галузей господарства за рахунок інших. В результаті багато підприємств закрилося після початку нафтового буму. Тобто збереглися тільки ті виробництва, які мають властивий економічний «захист» або володіють дуже високою ефективністю.

## Наслідки
1. Диверсифікована економіка.
2. Розвинена сучасна промисловість — суднобудівна, машинобудівна (спеціалізується на виробництві обладнання для нафтогазовидобувної та нафтопереробної галузі), електрометалургійна, електрохімічна, целюлозно-паперова та ін. Завдяки великій кількості водоспадів Норвегія виробляє дуже дешеву електроенергію (99 % всієї місцевої електроенергії виробляється на гідроелектростанціях).
3. Експортноорієнтована економіка.
4. Кількість малих та середніх підприємств в Норвегії становить 99,6 % від загального числа підприємств, на них зайнято 73,8 % економічно зайнятих в країні.
5. Сприятливе ділове середовище — легкість ведення бізнесу, прозорість щодо державних органів, безоплатний грант, причому, податки не треба платити, коли бізнес не стане на прибутковим тощо.
6. Є однією з найбільш платоспроможних країн у світі.
7. Економіка Норвегії зростає, стійкими стабільними темпами. У кризовому 2009 році економіка впала лише на ▼ 1,8 %.
8. Перші місця по-соціальному забезпеченню своїх громадян.
9. У 2018 році середня нарахована зарплата в Норвегії становила 43 380 крон, що за середньорічним курсом складало 4730 євро.[6]